# Bladet Tromsø
Bladet Tromsø är en norsk dagstidning som utkommer i Tromsø. Tidningen har utgivits sedan 1898. Tidningen ägs av en annan tidning, Harstad Tidende.